# 風間球打
風間 球打（かざま きゅうた、2003年10月11日 - ）は、山梨県甲州市出身のプロ野球選手（投手・育成選手）。右投左打。福岡ソフトバンクホークス所属。

## 経歴

### プロ入り前
甲州市立奥野田小学校1年生の時に軟式野球を始め、小学3年生で投手に転向。甲州市立塩山中学校では硬式野球のクラブチームである笛吹ボーイズに入団。
明桜高等学校（2年次よりノースアジア大学明桜高等学校に改名）に進学し、1年夏からベンチ入り。2年秋からエースとなり、東北大会でベスト4に進出したが、準決勝で仙台育英に敗れた。3年夏の秋田大会では、秋田との準々決勝で自己最速となる157km/hを記録し完投勝利。秋田南との決勝で完封勝利して優勝した。第103回全国高等学校野球選手権大会に出場し、1回戦で帯広農業と対戦。先発して4回まで無安打に抑える好投を見せ、チームも5-0とリードしていたが、激しい降雨によりノーゲームとなった。中2日で行われた再試合では150km/hを記録して2失点完投勝利した。明徳義塾との2回戦でも先発したが、ファウルで粘られて球数が増え、6回までに139球を費やし、この回限りで降板。チームも敗れた。大会最速の152km/hを記録した。2021年9月15日にプロ志望届を提出した。
小園健太（市立和歌山高校）、森木大智（高知高校）と合わせて「高校生BIG3」として注目を集める中で10月11日に開催されたドラフト会議において、福岡ソフトバンクホークスから1位指名を受けた。11月22日、契約金1億円＋出来高払い5000万円、年俸1100万円で仮契約を結んだ（金額は推定）。背番号は1。ホークスで投手が背番号1を付けるのは金彦任重以来62年ぶりとなる。

### ソフトバンク時代
2022年は、5月6日に右肘の張りと右膝の違和感でリハビリ組に合流。地道な体作りに励み、10月6日に三軍交流試合のアストロブレーブス戦で実戦初登板し、1回を1安打無失点に抑える。シーズン終了後はみやざきフェニックス・リーグに参加し、11月11日から12月18日まで、オーストラリアン・ベースボールリーグのメルボルン・エイシズに派遣された。12月20日、20万円減となる推定年俸1080万円で契約を更改した。
2023年は、3月に腰椎分離症を発症してしまいリハビリ組に合流。二軍の公式戦では登板は無かったが、非公式戦には8試合に登板した。10月には韓国遠征に参加し、11月下旬からは台湾で開催される2023アジアウインターベースボールリーグに派遣され、先発1試合リリーフ4試合の計5試合の登板で11回を投げ、1勝1敗、防御率2.45の成績を残す。オフに、80万円減となる推定年俸1000万円で契約を更改した。
2024年も一軍登板は果たせず、11月4日に球団から来季の契約を結ばない事を通告されたが、11月16日に育成契約を締結した。背番号は155に変更される。
2025年1月、右手小指を骨折した。

## 選手としての特徴
最速157km/hの直球に、スライダー、カーブ、フォーク、チェンジアップを交える。

## 人物
名前の「球」は父が好きだった漫画『球道くん』が由来。自身は4兄弟の三男で、兄弟全員の名前に「球」の漢字が入っている。

## 詳細情報

### 背番号
- 1（2022年 - 2024年）
- 155（2025年 - ）

### 登場曲
- 「Who I am」Emma Wahlin（2022年）
- 「Drown」Martin Garrix feat. Clinton Kane（2022年）
- 「I Found You」Cash Cash（2023年 - ）
- 「smile」Daniel Skye（2023年 - ）[32]

### 代表歴
- 2023アジアウインターベースボールリーグ：NPB RED選抜[23]